# Tony Yayo
Tony Yayo, de son vrai nom Marvin Bernard, né le 31 mars 1978 dans le Queens, New York, est un rappeur américain d'origine haïtienne, ami de longue date de 50 Cent. Tony est l'acronyme de Talk Of New York et Yayo est un mot d'argot d’origine espagnole[Quoi ?], « llello » (les doubles « ll », ou plutôt les doubles « l» se prononcent [ʎ], [j], [ʝ] ou [ʒ] en espagnol), qui signifie « cocaïne ».

## Biographie
Marvin est né le 31 mars 1978 dans le quartier du Queens, à New York,. Il devient membre de la G-Unit. Le leader du groupe, 50 Cent, obtient son propre label, G-Unit Records, par Interscope après la publication de son premier album Get Rich or Die Tryin'. Peu après, la G-Unit publie son premier album Beg for Mercy en novembre 2003, qui sera certifié double disque de platine.

Incarcéré, Marvin purge des peines fédérales pendant l'ascension au sommet de 50 Cent. Son premier album, Thoughts of a Predicate Felon, est publié le 28 juin 2005 au label Interscope Records. L'album est bien accueilli par la presse spécialisée, et atteint la deuxième place du Billboard 200. Tony Yayo purge sa peine et en janvier 2004, après être sorti de prison, il commence à enregistrer son album. Yayo fait une apparition sur l'album de The Game et sur The Massacre. En outre, il réalise son album avec l'aide de 50 Cent et du producteur Sha Money XL. Même si son premier opus ne réalise pas autant de ventes que ceux de Lloyd Banks et Young Buck, il atteint son objectif en vendant plus de 1 200 000 exemplaires[réf. nécessaire]. En 2007, à la suite d'une altercation entre Yayo et un des fils (14 ans) de Jimmy Henchemen (manager de The Game), la maison de la mère de Yayo est criblée de balles.
En 2010, il fait son retour avec la compilation Gun Powder Guru. Le 20 mai 2010, Yayo publie le Check Out the Club Banger, le premier extrait de son prochain album Pass the Patron, toujours avec 50 Cent.

## Discographie

### Album studio
- 2005 : Thoughts of a Predicate Felon

### Collaborations
- 2003 : Like My Style feat. 50 Cent sur l'album Get Rich or Die Tryin'
- 2003 : True Loyality feat. 50 Cent & Lloyd Banks sur l'album 50 Cent: The New Breed
- 2003 : 8 Mile Road (G Unit Remix) feat. 50 Cent & Lloyd Banks sur l'album 50 Cent: The New Breed
- 2003 : Follow Me Gangster feat. 50 Cent & Lloyd Banks sur l'album Cradle 2 the Grave OST
- 2004 : Ain't No Click feat. Lloyd Banks sur l'album The Hunger for More
- 2004 : Bonafide Hustler feat. Young Buck & 50 Cent sur l'album Straight Outta Cashville
- 2005 : Runnin' feat. The Game sur l'album The Documentary
- 2005 : My Toy Soldier feat. 50 Cent sur l'album The Massacre
- 2005 : Hate It or Love It (G Unit Remix) feat. 50 Cent, The Game, Young Buck & Lloyd Banks sur l'album The Massacre
- 2005 : So Seductive feat. 50 Centsur l'album Thoughts of a Predicate Felon
- 2005 : Fake Love sur l'album Get Rich or Die Tryin' OST
- 2006 : Click, Click feat. Mobb Deep sur l'album Blood Money
- 2006 : NY NY feat. Lloyd Banks sur l'album Rotten Apple
- 2007 : Come and Get Me feat. Timbaland & 50 Cent sur l’album Shock Value
- 2007 : Straight to the Bank feat. 50 Cent sur l'album Curtis
- 2007 : Touch the Sky feat. 50 Cent sur l'album Curtis
- 2010 : Pass the Patron feat. 50 Cent (Single)